# Norrbottens södra domsagas norra valkrets
Norrbottens södra domsagas norra valkrets var vid riksdagsvalen till andra kammaren 1872–1875 en egen valkrets med ett mandat. Valkretsen motsvarade ungefär dagens Gällivare, Jokkmokks, Bodens och Älvsbyns kommuner samt delar av landsbygden i dagens Luleå kommun (däremot inte Luleå stad). 
Valkretsen avskaffades inför riksdagsvalet 1878, då området huvudsakligen uppgick i Luleå domsagas valkrets men delvis också i Kalix domsagas valkrets.

## Riksdagsman
- Pehr Nilsson, lmp (1873–1878)